# Gueymura Indijanci
Gueymura, jedno od malenih slabo poznatih plemena porodice Yuman koje je obitavalo na sjeveru poluotoka California oko misije Santa Catalina. Govorili su dijalektom jezika diegueño. Pod ovim imenom spominje ih (1844.) francuski istraživač i diplomat Eugène Duflot de Mofras. 